# Kamloops
Kamloops – miasto w Kanadzie, w prowincji Kolumbia Brytyjska, w dystrykcie regionalnym Thompson-Nicola, którego jest stolicą. Leży nad rzeką Thompson. Nazwa miasta to zanglicyzowana wersja słowa Tk'emlups, oznaczającego w języku Indian Secwepemc „spotkanie rzek”.
Liczba mieszkańców Kamloops wynosi 80 376. Język angielski jest językiem ojczystym dla 88,4%, francuski dla 1,2% mieszkańców (2006).
W mieście rozwinął się przemysł drzewny, celulozowy oraz spożywczy.

## Sport
- Kamloops Blazers – klub hokejowy

## Współpraca
- Uji, Japonia
- Bacolod, Filipiny
- San Cristóbal, Wenezuela
- Ali Sabieh, Dżibuti